# Campeonato Mundial Femenino de Balonmano de 1982
El VII Campeonato Mundial de Balonmano Femenino se celebró en Hungría entre el 2 y el 12 de diciembre de 1982, bajo la organización de la Federación Internacional de Balonmano (IHF) y la Federación Húngara de Balonmano.

## Equipos participantes
| Grupo A        | Grupo B         | Grupo C        |
| -------------- | --------------- | -------------- |
| R.D.A.         | Bulgaria        | R.F.A.         |
| Estados Unidos | Corea del Sur   | Checoslovaquia |
| Hungría        | Rumania         | Congo          |
| Noruega        | Unión Soviética | Yugoslavia     |

## Primera fase

### Grupo A
| Equipo         | J | G | E | P | G+ | G- | DG  | PTS |
| -------------- | - | - | - | - | -- | -- | --- | --- |
| Hungría        | 3 | 2 | 1 | 0 | 63 | 39 | +24 | 5   |
| R.D.A.         | 3 | 2 | 1 | 0 | 57 | 37 | +20 | 5   |
| Noruega        | 3 | 1 | 0 | 2 | 57 | 53 | +4  | 2   |
| Estados Unidos | 3 | 0 | 0 | 3 | 23 | 71 | -48 | 0   |

### Grupo B
| Equipo          | J | G | E | P | G+ | G- | DG  | PTS |
| --------------- | - | - | - | - | -- | -- | --- | --- |
| Unión Soviética | 3 | 3 | 0 | 0 | 65 | 49 | +16 | 6   |
| Corea del Sur   | 3 | 1 | 1 | 1 | 69 | 68 | +1  | 3   |
| Rumania         | 3 | 1 | 1 | 1 | 56 | 59 | -3  | 3   |
| Bulgaria        | 3 | 0 | 0 | 3 | 52 | 66 | -14 | 0   |

### Grupo C
| Equipo         | J | G | E | P | G+ | G- | DG  | PTS |
| -------------- | - | - | - | - | -- | -- | --- | --- |
| Yugoslavia     | 3 | 3 | 0 | 0 | 80 | 43 | +37 | 6   |
| Checoslovaquia | 3 | 2 | 0 | 1 | 64 | 52 | +12 | 4   |
| R.F.A.         | 3 | 1 | 0 | 2 | 65 | 49 | +16 | 2   |
| Congo          | 3 | 0 | 0 | 3 | 34 | 99 | -65 | 0   |

## Fase final

### Grupo I
| Equipo          | J | G | E | P | G+  | G-  | DG  | PTS |
| --------------- | - | - | - | - | --- | --- | --- | --- |
| Unión Soviética | 5 | 4 | 0 | 1 | 86  | 81  | +5  | 8   |
| Hungría         | 5 | 3 | 1 | 1 | 99  | 89  | +10 | 7   |
| Yugoslavia      | 5 | 3 | 1 | 1 | 102 | 95  | +7  | 7   |
| R.D.A.          | 5 | 3 | 0 | 2 | 99  | 89  | +10 | 6   |
| Checoslovaquia  | 5 | 1 | 0 | 4 | 83  | 98  | -15 | 2   |
| Corea del Sur   | 5 | 0 | 0 | 5 | 112 | 129 | -17 | 0   |

## Estadísticas
Mejor 7 del Campeonato:
- Ptujec YUG ; Anastasovska YUG ; Cygankova URS ; Angy HUN ; Byung Soon-yoon KOR ; Godor HUN ; Merdan YUG

### Clasificación general
| 1. Unión Soviética               |
| 2. Hungría                       |
| 3. Yugoslavia                    |
| 4. República Democrática Alemana |
| 5. Checoslovaquia                |
| 6. Corea del Sur                 |
| 7. Noruega                       |
| 8. Rumania                       |
| 9. Alemania Occidental           |
| 10. Bulgaria                     |
| 11. Estados Unidos               |
| 12. Congo                        |